# Атлетіко Мадрид Б
«Атлетіко Мадрид Б» (ісп. Atlético Madrid B) — іспанський футбольний клуб з міста Мадрид, заснований у 1966 році як резервна команда мадридського «Атлетіко». Нині виступає у Прімері Федерасьйон. Домашні ігри команда проводить на «Естадіо Серро дель Еспіно».